# Ніл Вокер (плавець)
Ніл Вокер (англ. Neil Walker, 25 червня 1976) — американський плавець.
Олімпійський чемпіон 2000, 2004 років.
Чемпіон світу з водних видів спорту 1998, 2005, 2007 років, призер 2003 року.
Чемпіон світу з плавання на короткій воді 2000, 2004 років.
Переможець Пантихоокеанського чемпіонату з плавання 1997, 1999, 2006 років.